# Стара турска поща (Струмица)
Старата турска поща (на македонска литературна норма: Стара турска пошта) е османска публична сграда в град Струмица, Северна Македония. Днес пощата е музей и се намира в старата част на града, на улица „Тошо Арсов“ № 23, близо до Орта джамия. Сградата е обявена за паметник на културата на Северна Македония.
Има кратък писмен запис от 1895 г., в който един сръбски пътеписец описва Старата турска поща като комуникационен обект за свързване на Струмица с други градове в Македония. Сградата е изградена в XIX век и служи като поща по време на османското владичество.
По-късно е превърната в частна къща, в която живее семейство Арсови, а от 2005 е собственост на Музея в Струмица. Пощата е реставрирана в 2010 година.
Сградата има квадратна основа, с подземна част от камък, партер и етажи. Горният етаж има еркер от двете страни на къщата, докато широката стряха е с оформен венец, който силно подчертава покрития с турски керемиди покрив.